# Rio Chapecó
Le rio Chapecó est une rivière brésilienne de l'ouest de l'État de Santa Catarina. Il appartient au bassin hydrographique de l'Uruguay, dont il est le principal affluent quand on y ajoute son propre affluent, le Chapecozinho.

## Géographie
Son bassin couvre environ 8 180 km2. Le cours du rio Chapecó est très sinueux et recoupé de nombreuses chutes d'eau, présentant un important potentiel hydro-électrique. Son régime est pluviométrique, alimenté par les précipitations tout au long de l'année. Douze stations fluviométriques sont installées sur son cours.

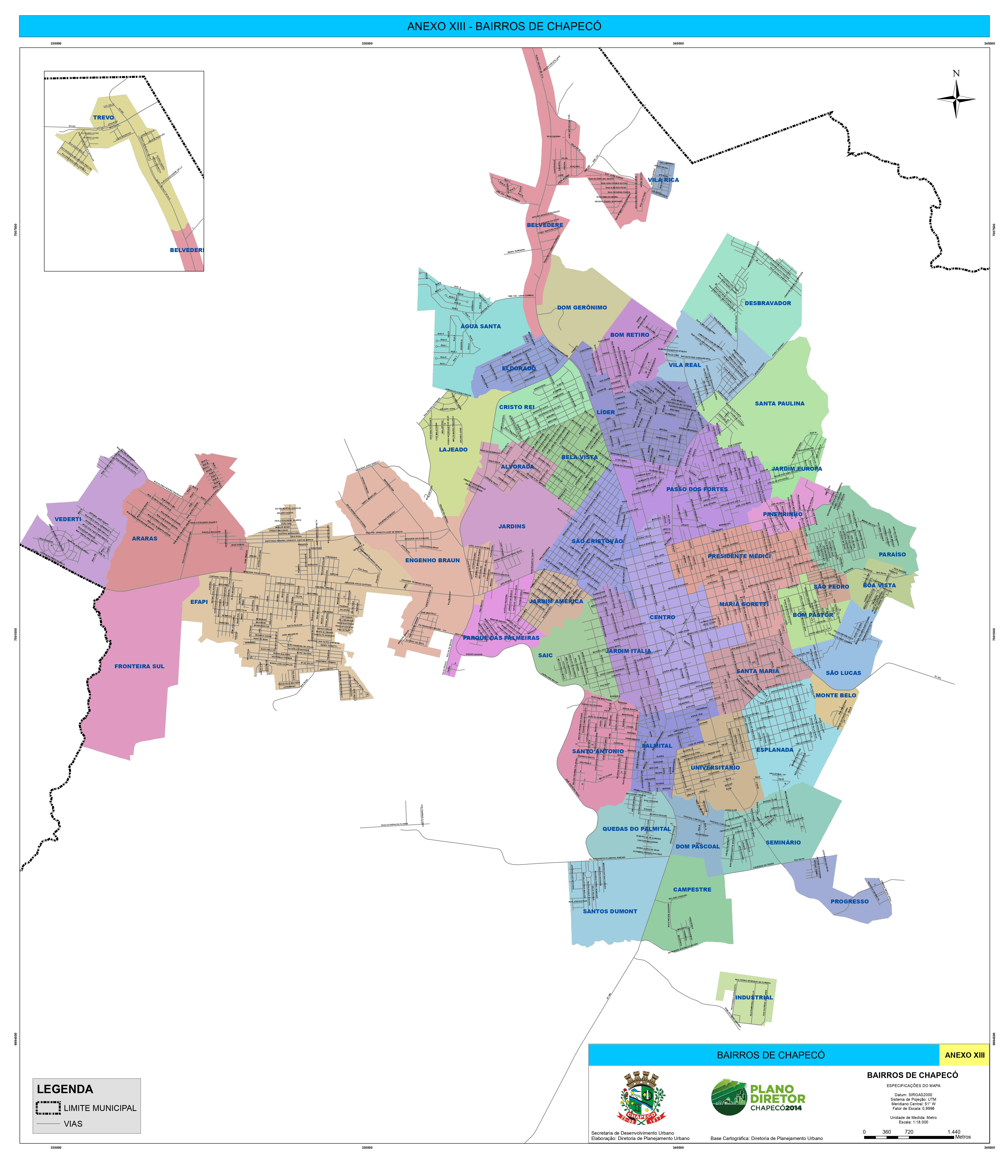
Carte de Rio Chapeco

Les eaux de la région sont globalement de mauvaise qualité, du fait de l'exploitation agricole. Ce problème est assez général dans l'ouest de Santa Catarina. Le problème principal vient des rejets produits par l'élevage porcin.